# Мамаївці
Мама́ївці — село в Україні, у Чернівецькому районі Чернівецької області. Населення становить 5818 осіб. Центр Мамаївської громади.

## Географія
Буковинське село Мамаївці розташоване поблизу річки Прут. Через село проходить автомагістраль Чернівці — Тернопіль, Івано-Франківськ, та залізниця — станція Мамаївці. Відстань до обласного центру 12 кілометрів автодорогами.

### Клімат
Мамаївці знаходяться в межах вологого континентального клімату із теплим літом. Але діяльність людини призводить до поганих змін та глобального потепління.

## Назва
Мамаївці одержали своє ім'я від землевласника Мамаєскула; народні легенди натомість розповідають, що назва походить від жінки із Галичини, яка називалася Маманна і оселилася в тамтешньому монастирі; інша легенда стверджує, що назва села пішла від знаменитого татарського темника Мамая, який, начебто, зупинявся тут зі своєю ордою перед тим, як наважувався перетинати Карпатські гори.

## Історія

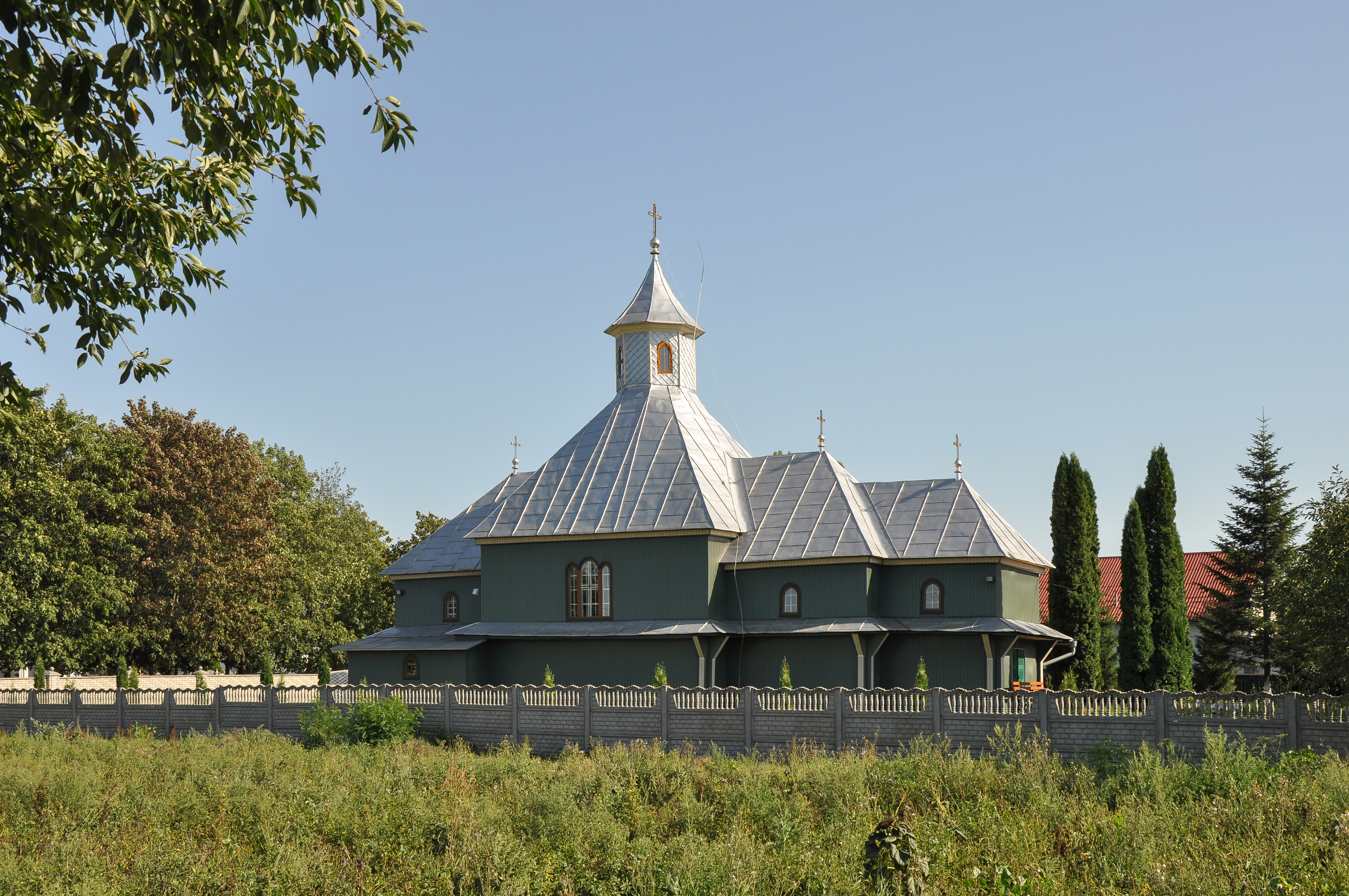
Дерев'яна церква Івана Хрестителя

Перша згадка про Мамаївці датується 1580 роком. Гетьман Пилип Орлик тут був проїздом у 1722 році.
Відомо, що у частині, що називалася Новими Мамаївцями, існувало два монастиря, які були філіями Манявського Скиту. Церква скиту Мамаївці заснована в 1667 році. Після ліквідації Мамаївського скиту, його церкву хотіла перенести в своє село громада села Шубранець, як про це свідчить її заява до консисторії від 5 листопада 1785 року. Також і громада села Мамаївці в заяві до консисторії від 20/31 травня 1786 року внесла прохання, щоб їй було дозволено «церкву, яка знаходиться на мамаївському хуторі, перенести в їх село». Однак надалі церкву Мамаївського скиту було подаровано сусідній парохії Садагура; в 1936 році ця церква вже не існувала.
У XIX ст. поселення мало власний герб - зображення лелеки, оберненого в лівий геральдичний бік (цікаво, що печатки з цим гербом використовували громади обох історичних частин селища - Нових Мамаївців і Старих Мамаївців).

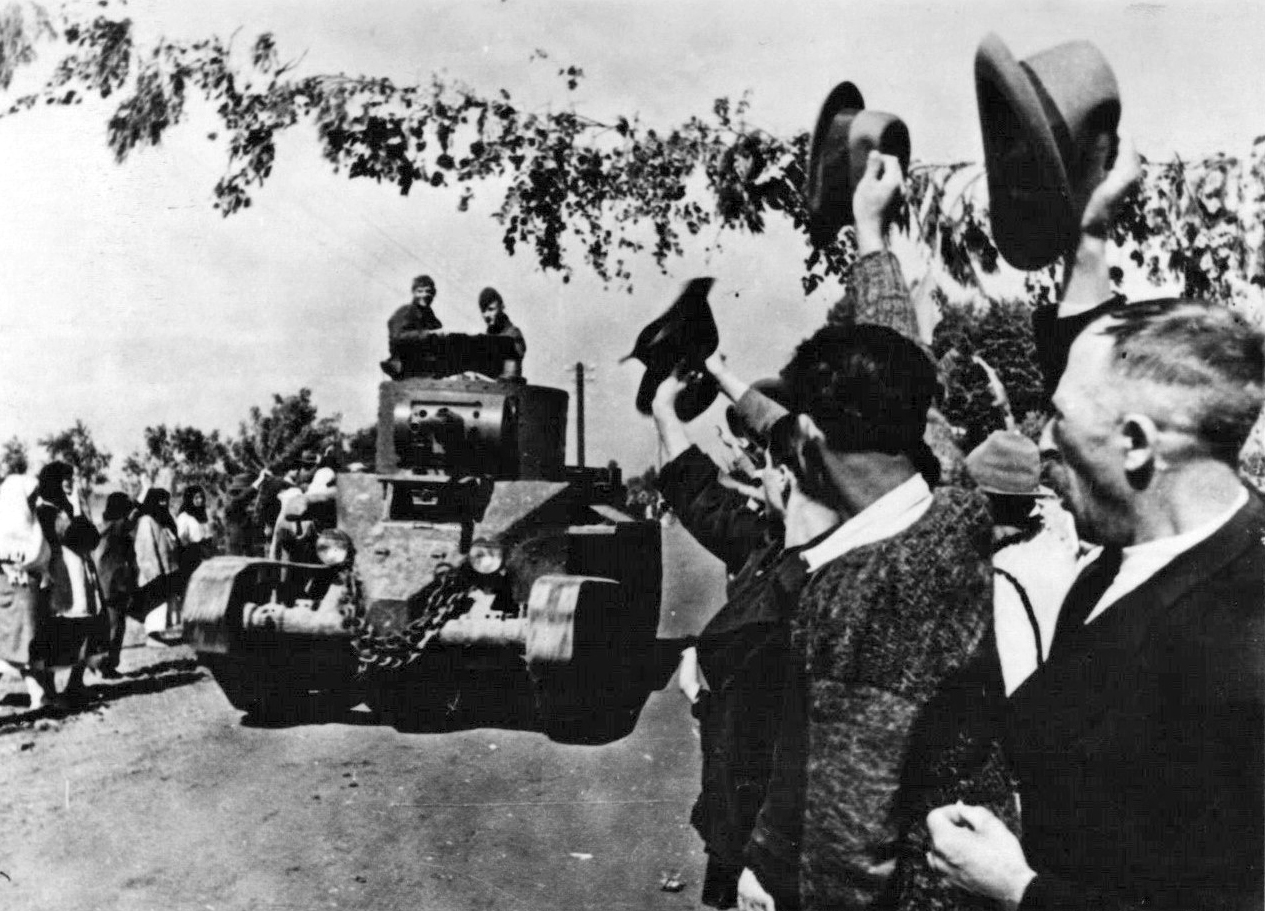
Вступ радянської армії у село Старі Мамаївці 1940 р.

По закінченню Другої світової війни село пережило голодомор 1946–1947 років.
Мешканці села зазнали каральної акції операції «Захід».
З 24 серпня 1991 року село входить до складу незалежної України.
До 17 вересня 1991 року село існувало як два окремих села Новосілка (до 7 вересня 1946 село Нові Мамаївці) і Старосілля (до 7 вересня 1946 село Старі Мамаївці). У вересні 1991 року ці два населені пункти були об'єднані в одне село Мамаївці.
9 серпня 2017 року шляхом об'єднання Лужанської селищної ради та Мамаївської сільської ради, село стало адміністративним центр Мамаївської сільської громади. Об'єднання в громаду має створити умови для формування ефективної і відповідальної місцевої влади, яка зможе забезпечити комфортне та безпечне середовище для проживання людей.
17 липня 2020 року, в результаті адміністративно-територіальної реформи та ліквідації Кіцманського району, село увійшло до складу Чернівецького району.

## Населення
Національний склад населення за даними перепису 1930 року у Румунії:
| Національність | Кількість осіб | Відсоток |
| -------------- | -------------- | -------- |
| українці       | 4428           | 95,41 %  |
| євреї          | 83             | 1,79 %   |
| поляки         | 49             | 1,06 %   |
| росіяни        | 44             | 0,95 %   |
| румуни         | 25             | 0,54 %   |
| німці          | 12             | 0,26 %   |

Мовний склад населення за даними перепису 1930 року:
| Мова       | Кількість осіб | Відсоток |
| ---------- | -------------- | -------- |
| українська | 4472           | 96,36 %  |
| їдиш       | 64             | 1,38 %   |
| румунська  | 30             | 0,65 %   |
| німецька   | 29             | 0,62 %   |
| польська   | 27             | 0,58 %   |
| російська  | 19             | 0,41%    |

### Мова
Розподіл населення за рідною мовою за даними перепису 2001 року:
| Мова       | Кількість | Відсоток |
| ---------- | --------- | -------- |
| українська | 5768      | 99.14%   |
| російська  | 31        | 0.53%    |
| румунська  | 16        | 0.27%    |
| білоруська | 1         | 0.02%    |
| польська   | 1         | 0.02%    |
| єврейська  | 1         | 0.02%    |
| Усього     | 5818      | 100%     |

## Пам'ятки
- Дерев'яна церква святого Івана Хрестителя (1863).
- Мурована Свято-Покровська церква (1906).

Обидва храми внесені до реєстру пам'яток архітектури місцевого значення.
З 2018 року у Мамаївцях проводять фестиваль тюльпанів.

## Відомі люди

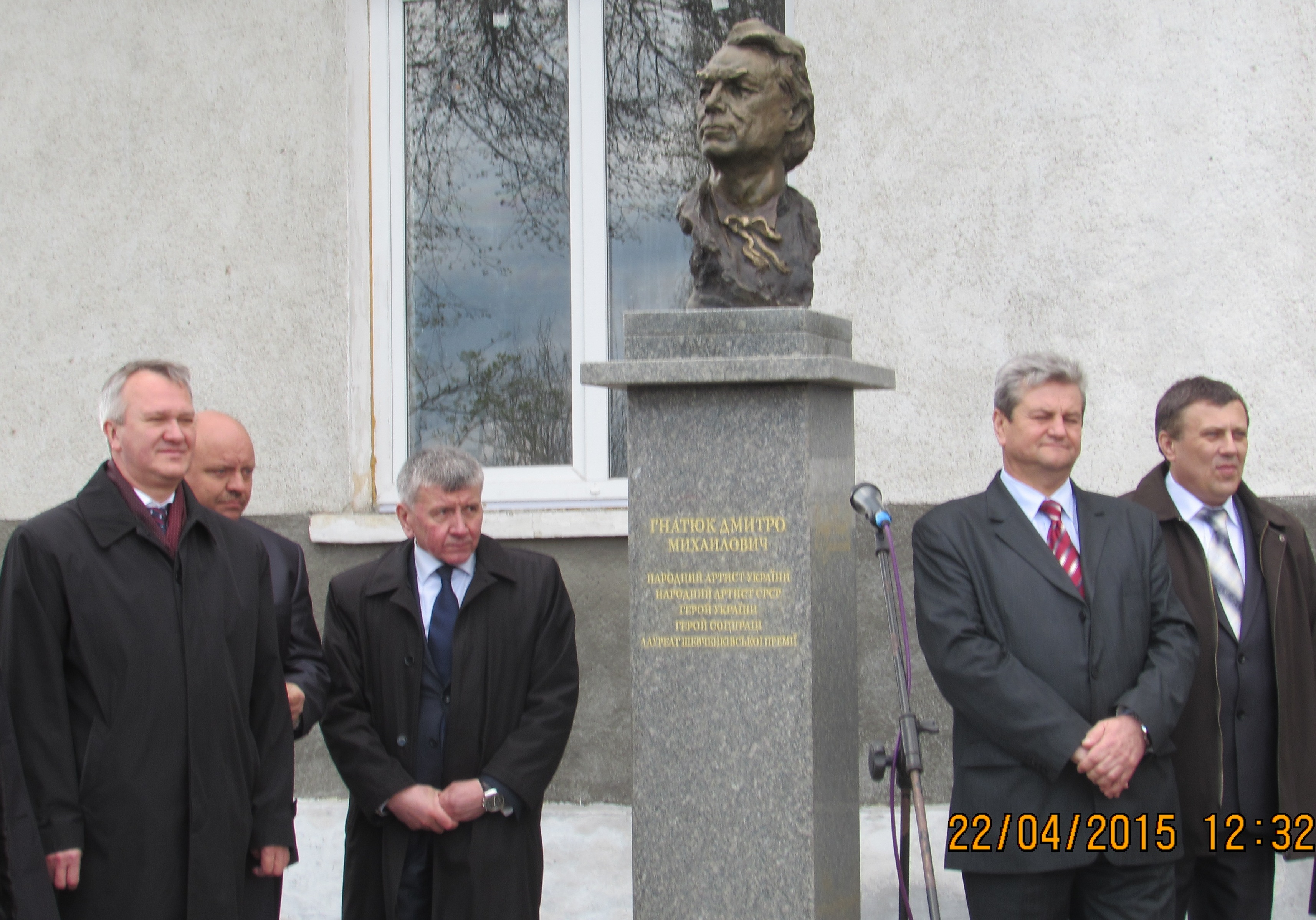
Погруддя Дмитра Гнатюка

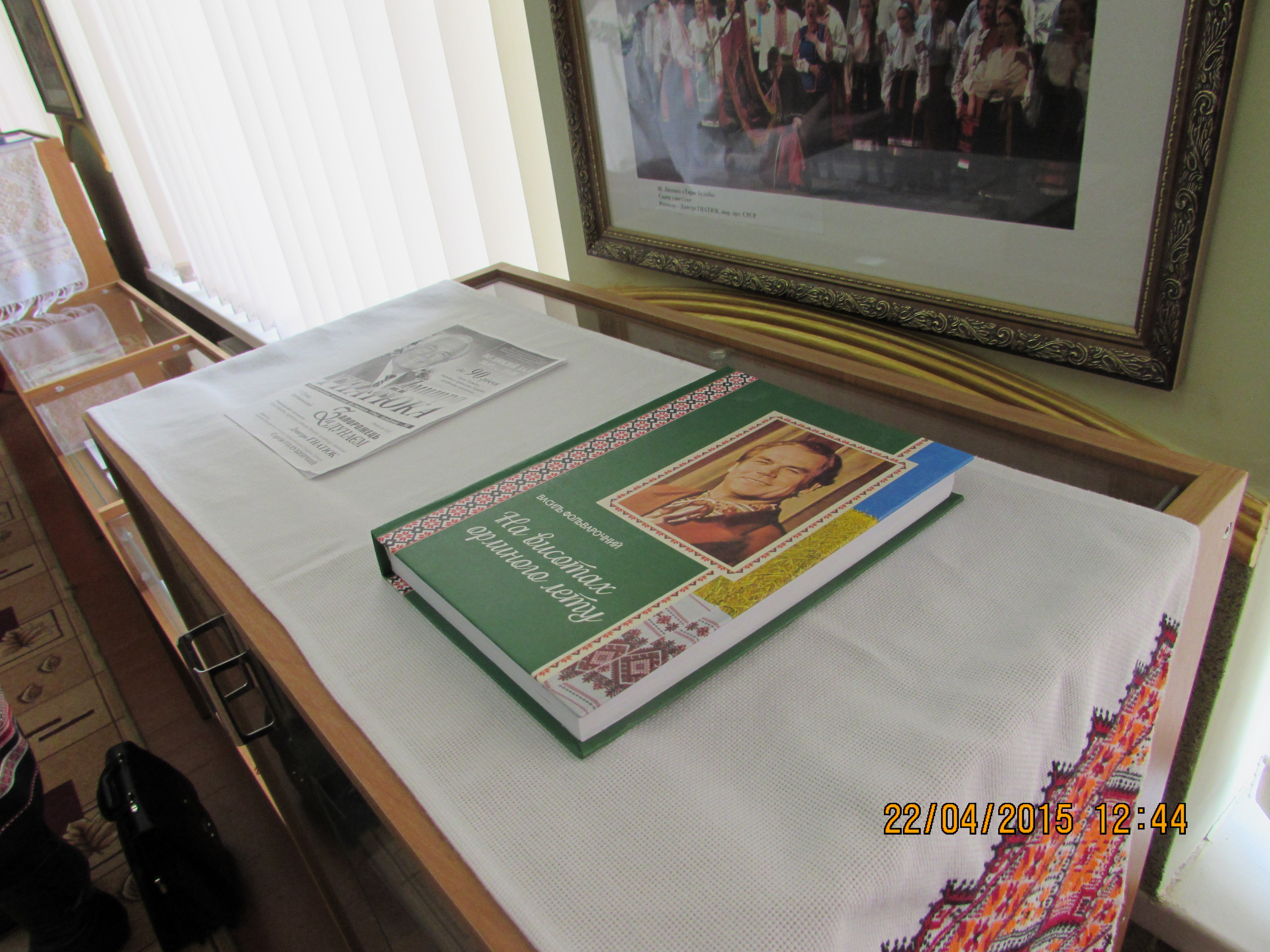
В музеї Дмитра Гнатюка

- Гнатюк Дмитро Михайлович (1925—2016) — український оперний співак (баритон), Герой України
- Паранюк Павло Григорович — Хорунжий Армії УНР.
- Пігуляк Єротей Григорович — громадський діяч
- Мензатюк Зірка Захаріївна — письменниця
- Логозар Анатолій Миколайович — архітектор
- Тащук Іван Степанович — художник
- Кобилянський Омелян Миколайович — художник, поет, учитель
- Равлюк Анна — художниця
- Завадюк Аделя Захарівна — учитель, майстер народної творчості України
- Кокоячук Володимир Олексійович — художник
- Швед Ярослав Антонович — директор ПСП «Мамаївське», Герой України
- Райло Захарій — український живописець
- Цуркан Степан Теодорович — будівельник і меценат

## Фестиваль тюльпанів
У селі Мамаївці на полі кожного року висаджують майже 300 тисяч тюльпанів з Нідерландів. Більшість з них – піоновидні ексклюзивні сорти.
У цей період кожен охочий може сфотографуватися біля незвичайних фотозон із живих квітів, поласувати смачними стравами, а також послухати виступи музичних колективів.

## Світлини

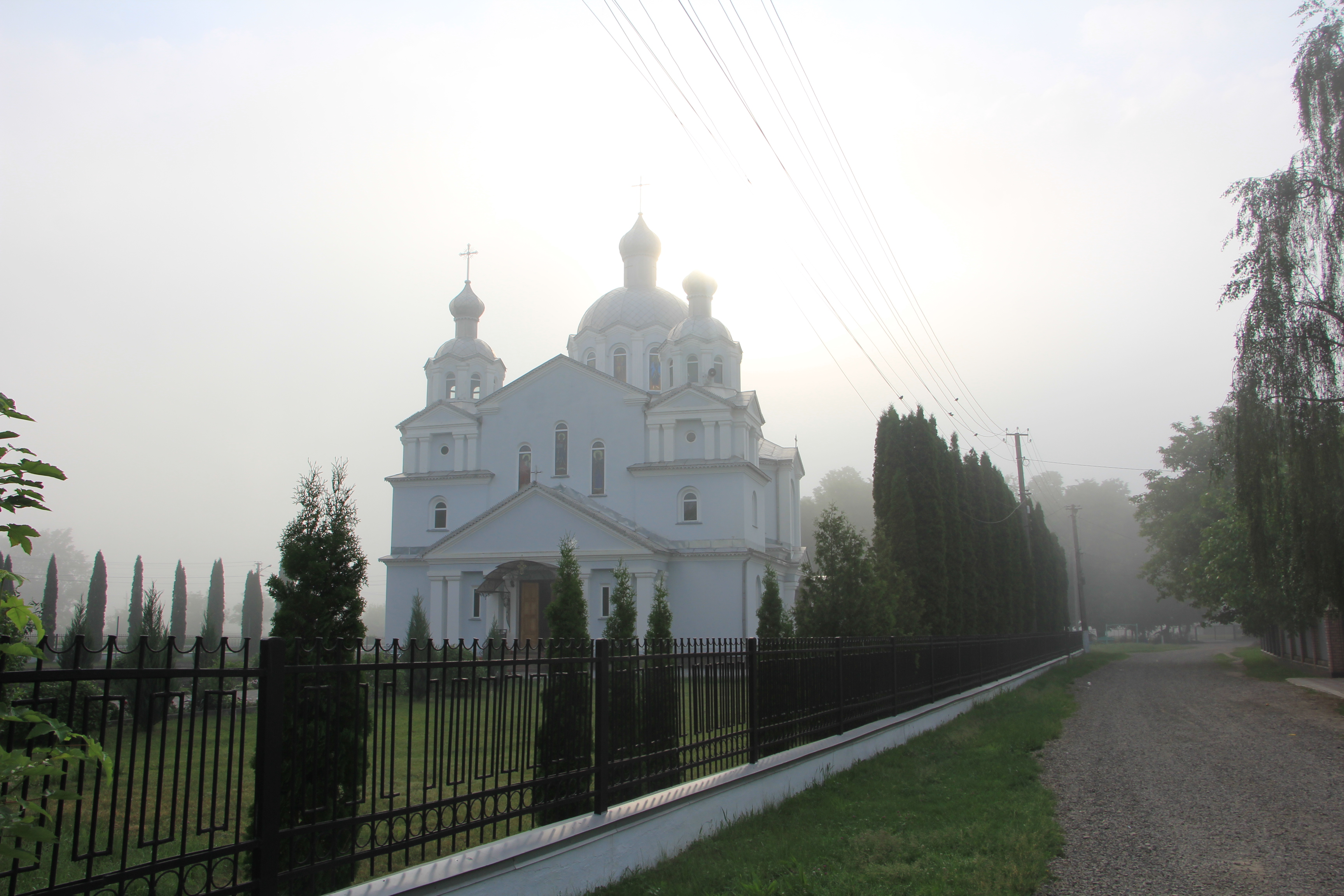
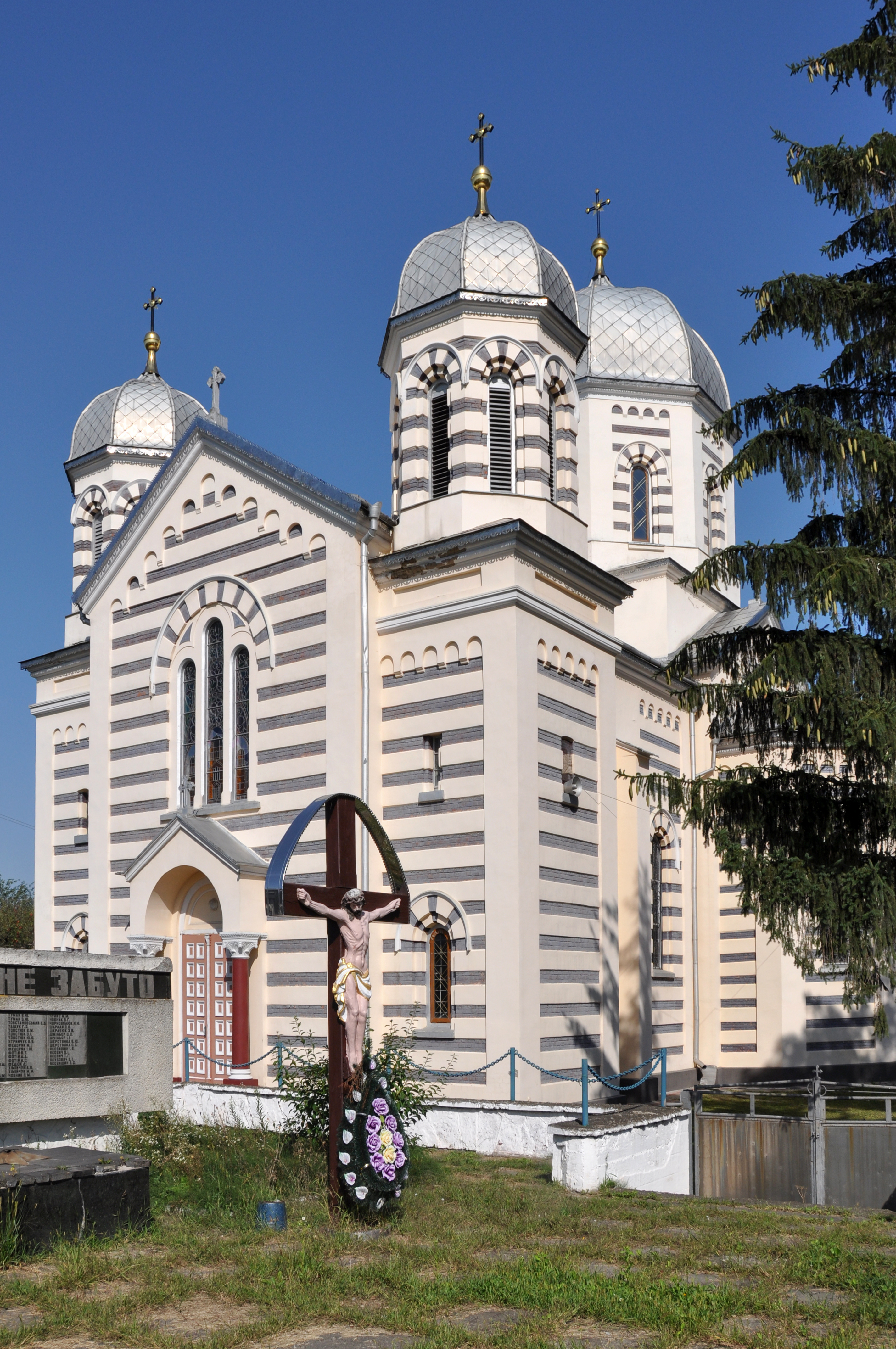
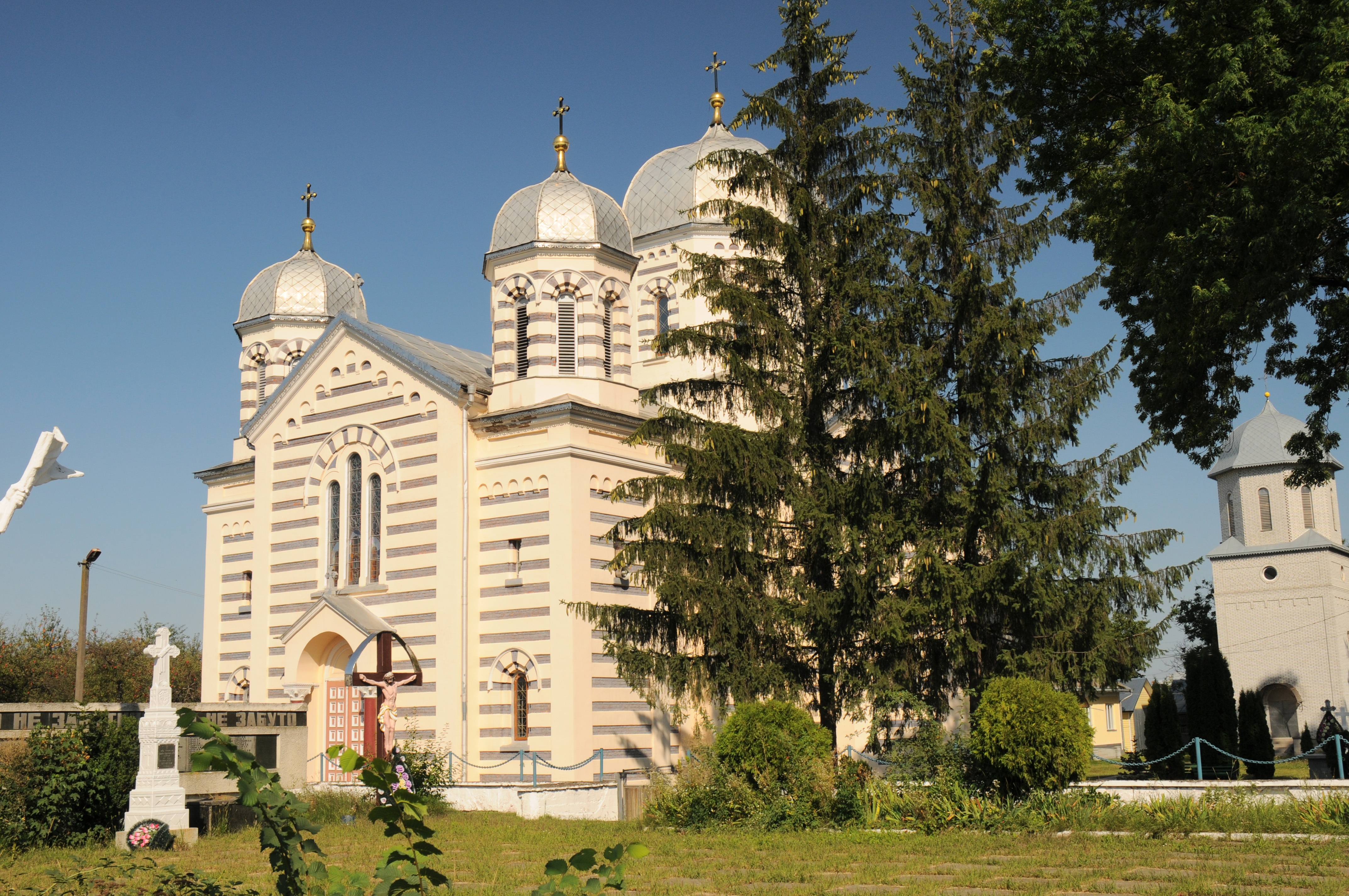
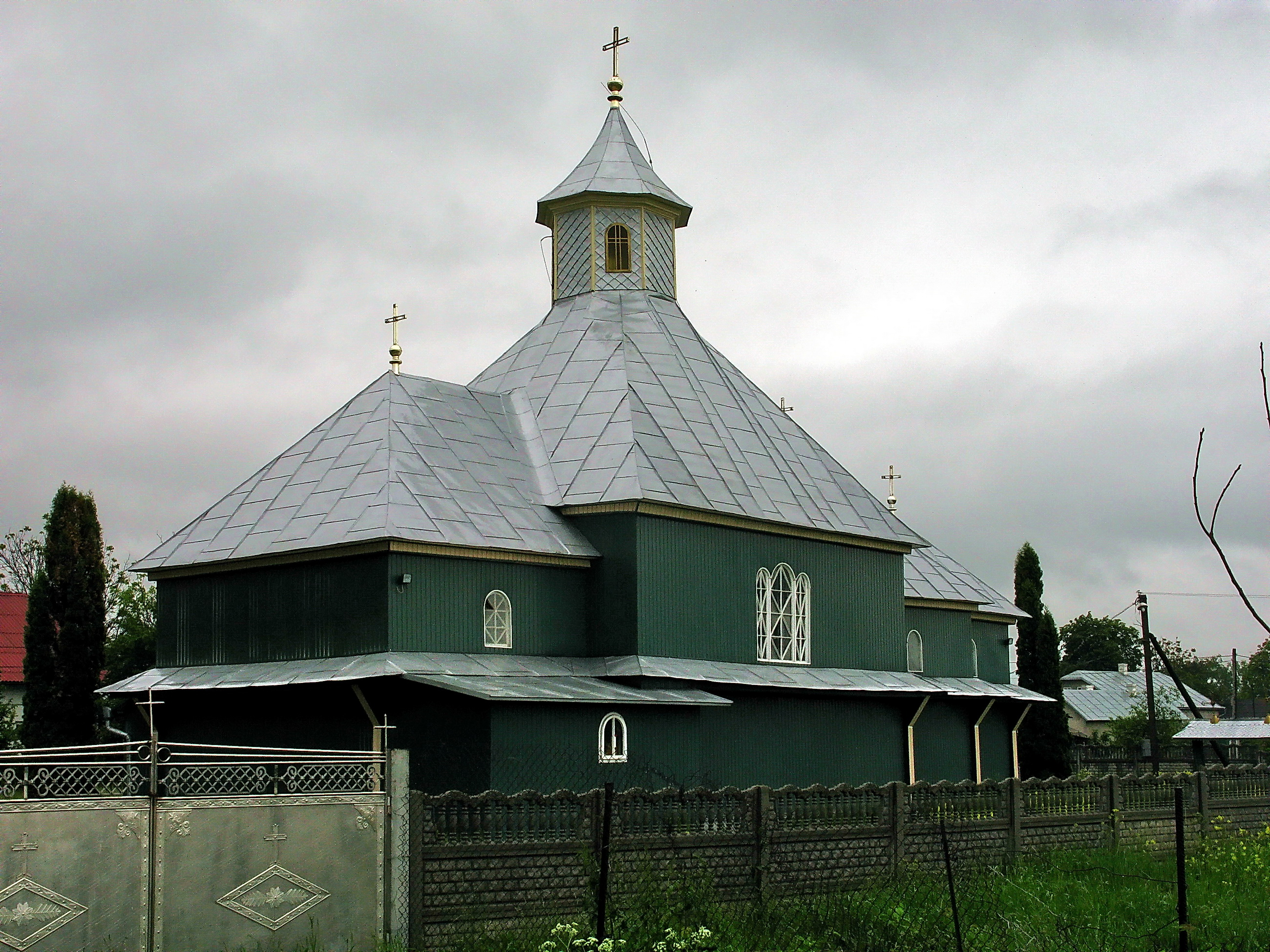
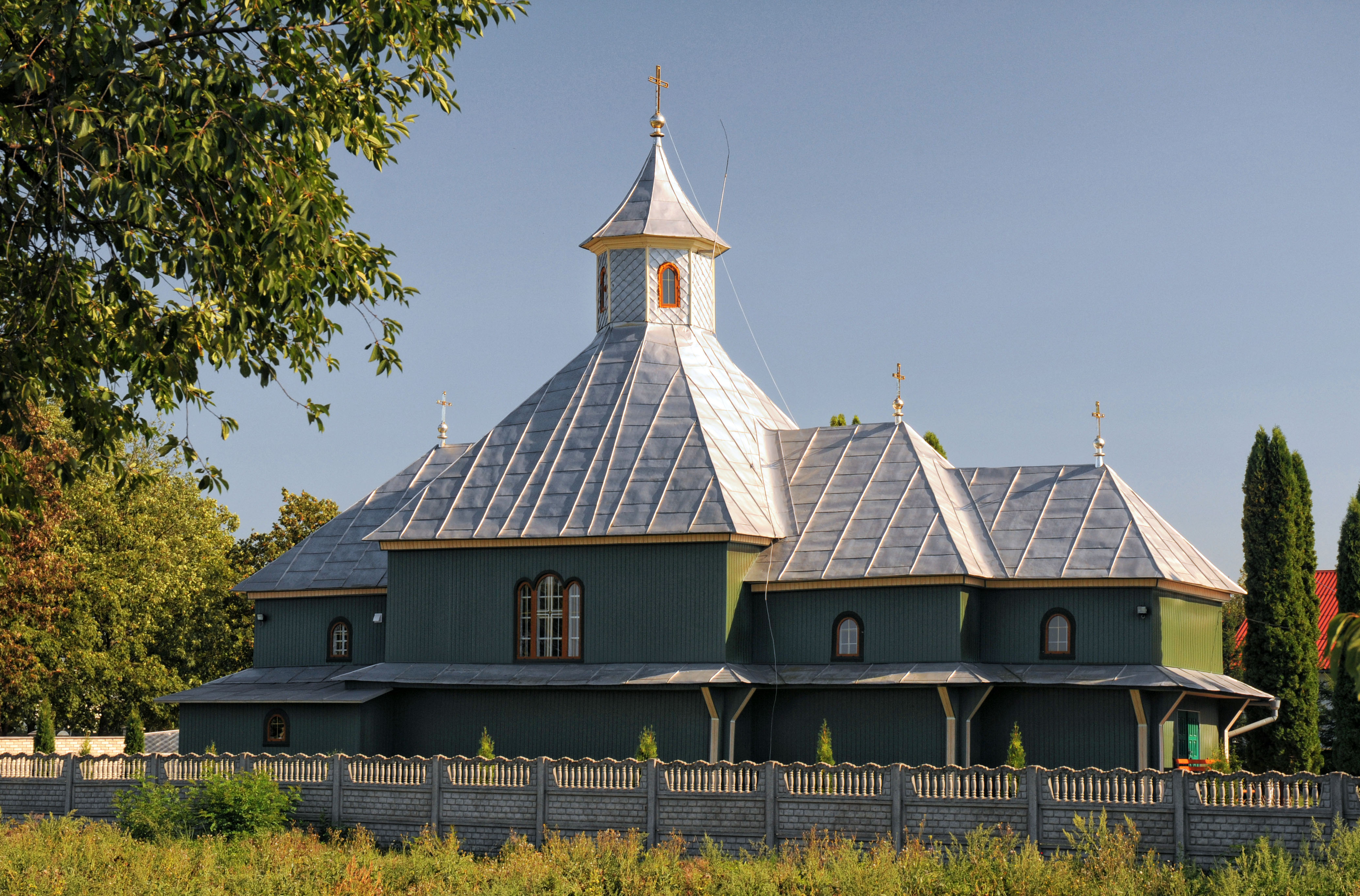
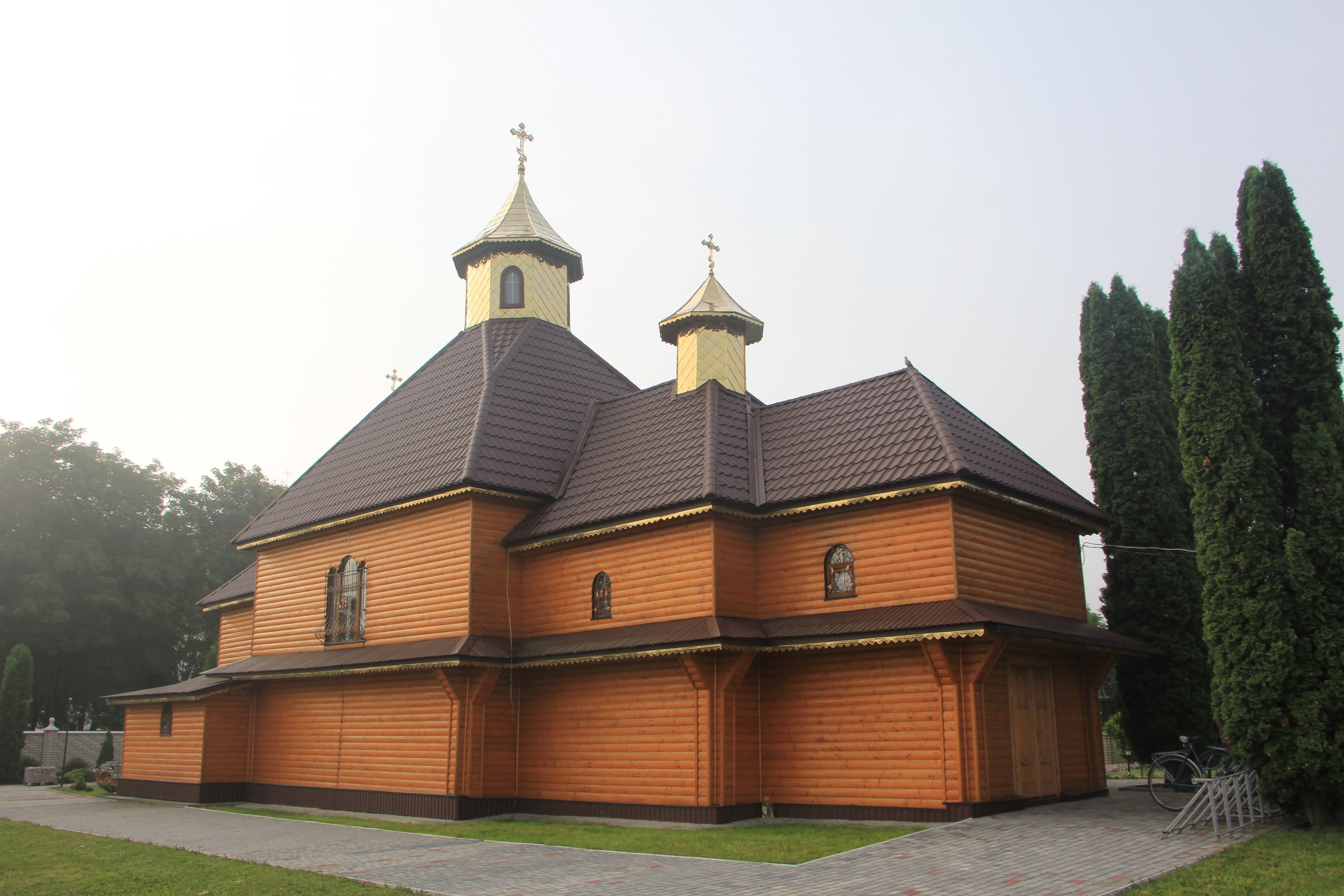
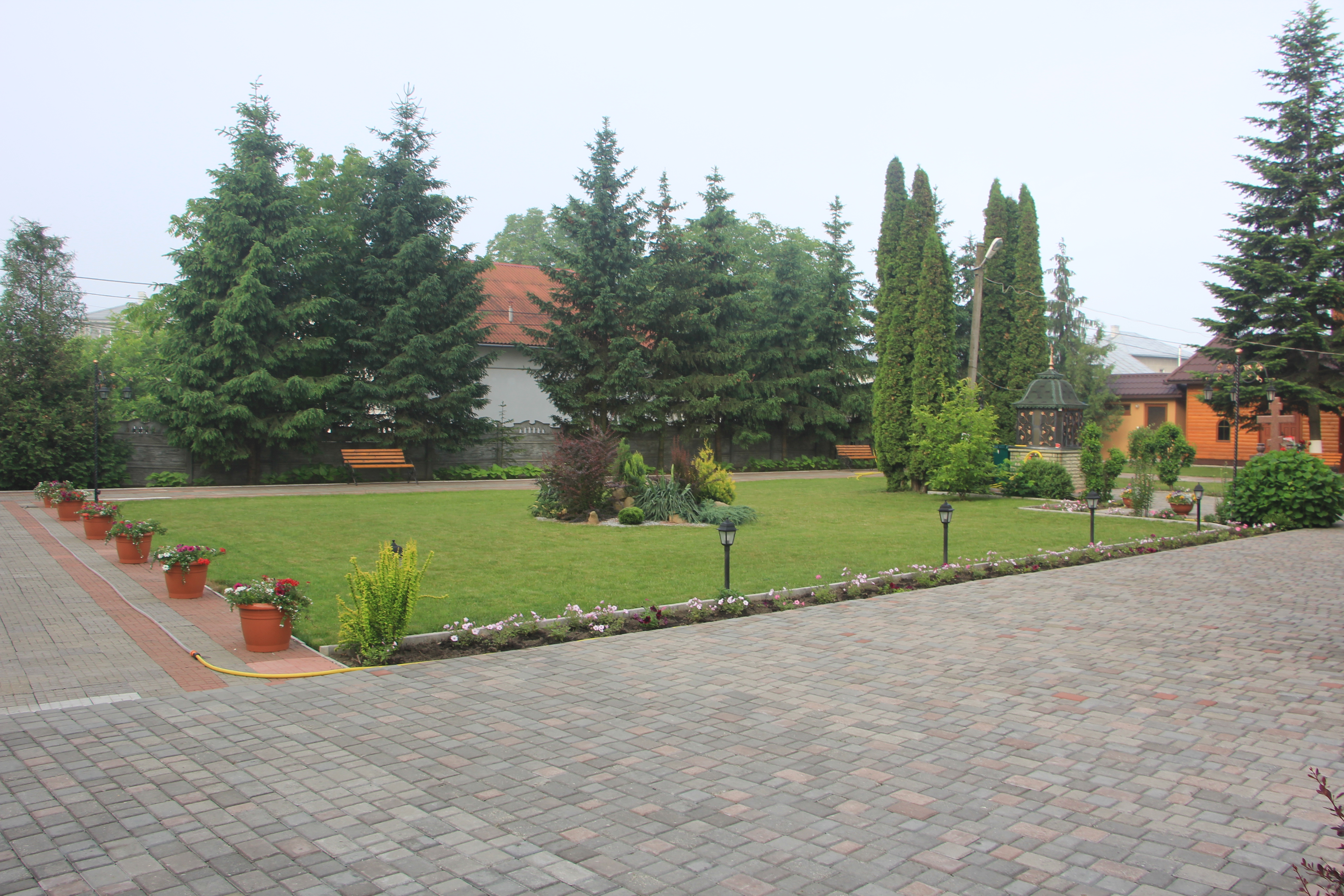
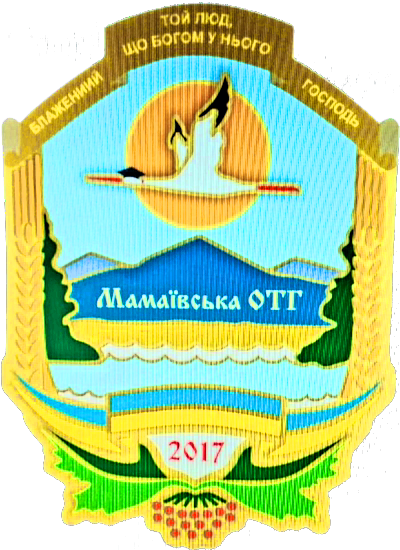
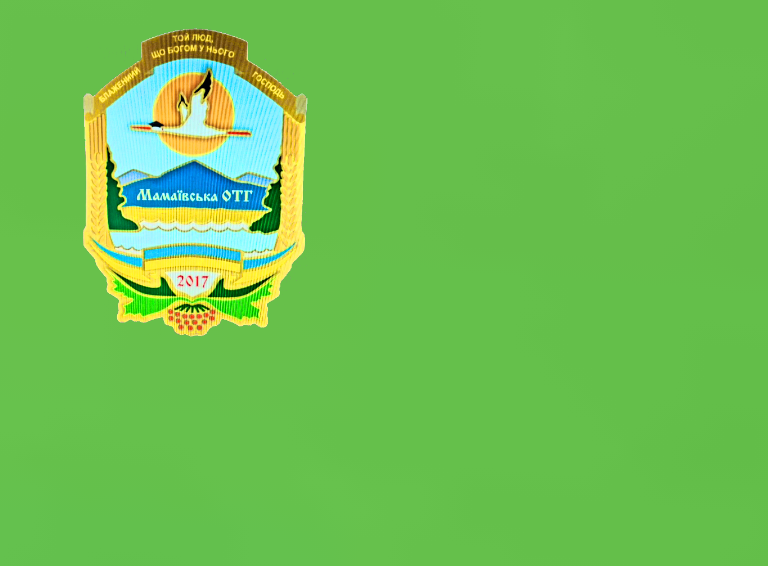